# Neolucanus maximus fujitai
Neolucanus maximus fujitai es una subespecie de coleóptero de la familia Lucanidae.

## Distribución geográfica
Habita en China.